# Les Loges (Seine-Maritime)
Les Loges ist eine französische Gemeinde mit 1.115 Einwohnern (Stand: 1. Januar 2022) im Département Seine-Maritime in der Region Normandie. Sie gehört zum Arrondissement Le Havre und zum Kanton Fécamp. Die Einwohner werden Logeais genannt.

## Geographie
Les Loges liegt im Pays de Caux an der Alabasterküste zum Ärmelkanal. Umgeben wird Les Loges von den Nachbargemeinden Vattetot-sur-Mer im Norden, Saint-Léonard im Nordosten, Froberville im Osten und Nordosten, Gerville im Osten, Fongueusemare im Süden, Cuverville im Südwesten, Bordeaux-Saint-Clair im Westen sowie Bénouville im Nordwesten.

## Bevölkerungsentwicklung
| Jahr                      | 1962 | 1968 | 1975 | 1982 | 1990 | 1999 | 2006 | 2013 |
| Einwohner                 | 952  | 916  | 873  | 999  | 1015 | 1036 | 1133 | 1179 |
| Quelle: Cassini und INSEE |      |      |      |      |      |      |      |      |

## Sehenswürdigkeiten

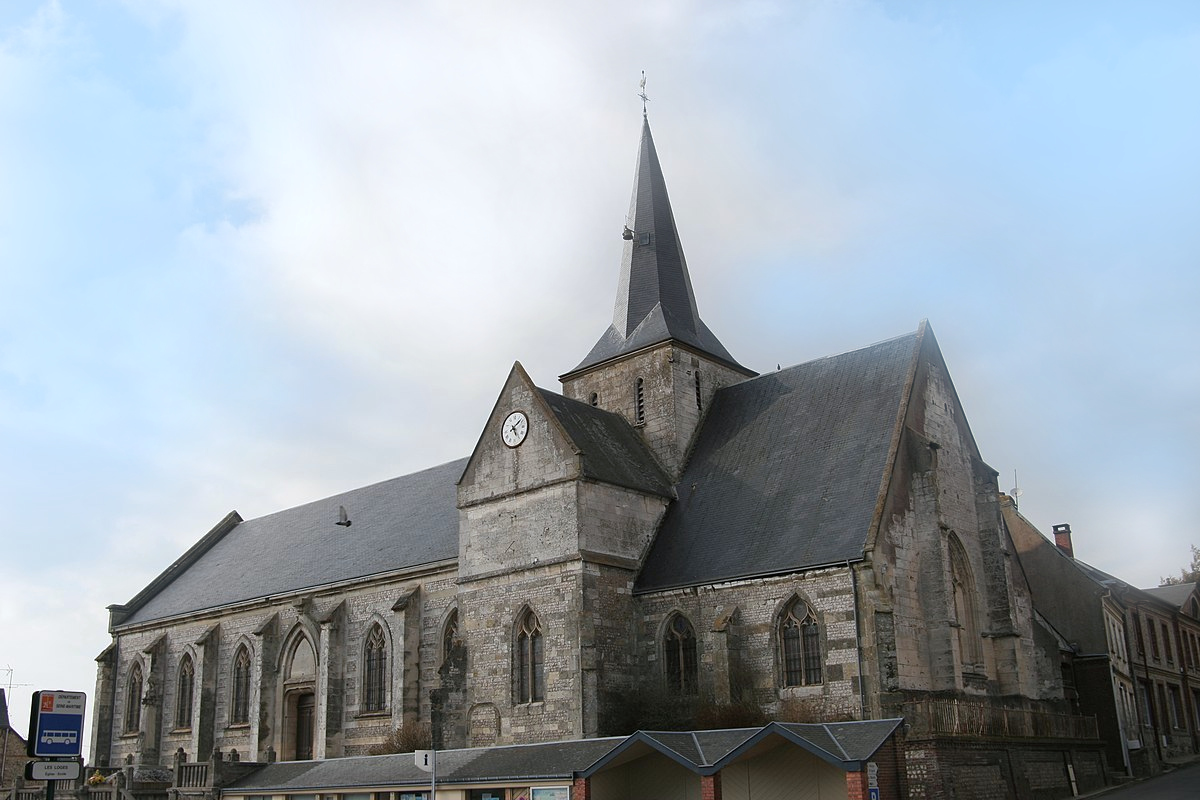
Kirche Notre-Dame

- Kirche Notre-Dame aus dem 16. Jahrhundert
- Herrenhaus Estouteville aus dem 11. Jahrhundert